# 冒険遊び場

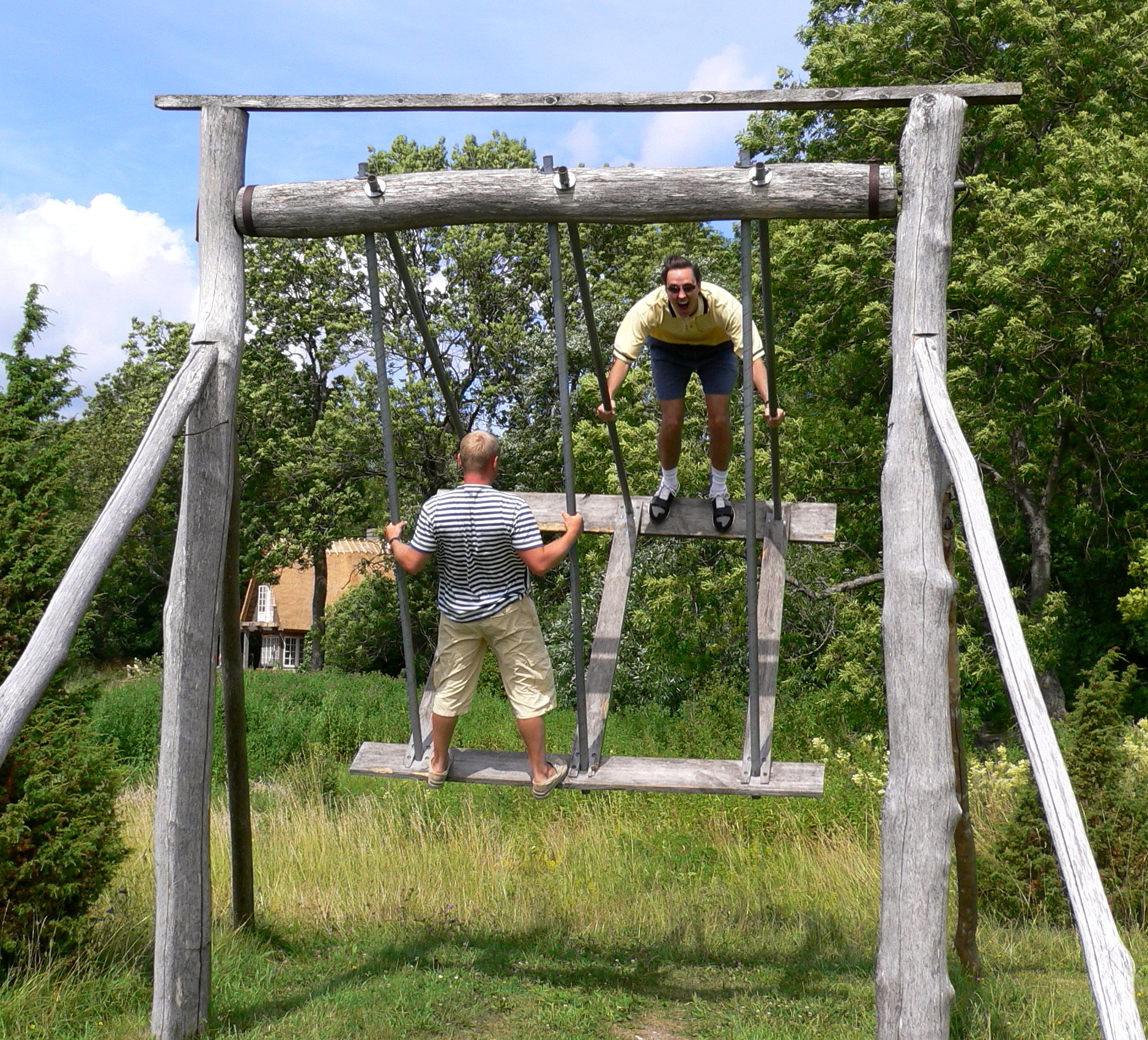
大きなブランコ

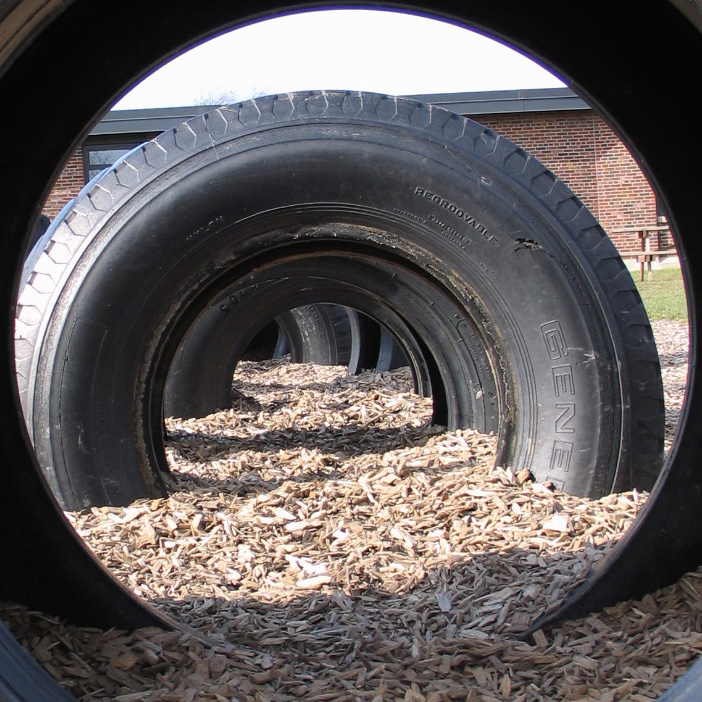
古タイヤのトンネル

冒険遊び場（ぼうけんあそびば、The Adventure Playground、der Abenteuerspielplatz）は、子供の遊び場の中でもより年長の子供たちにやや冒険的で、多少の危険の伴う体験的で、自分たちで遊びの内容を構築していく可能性のある遊び場のことをいう。プレーパークという名称で、日本国内でいくつか誕生している遊び場も、こうしたものの一つと考えてもよい。遊び方が、遊具や施設の形態で既に規定されているようなものと違い、遊び方の可能性が豊かで、子供の空想や創造性、身体の運動性を刺激するようなもの、また遊び仲間の集団が自然発生的にかたちづくられたり、自然や動物とのふれあいの機会も用意されていたりと、冒険遊び場のスタイルにはかなりのバラエティがあって、なかなか一括して語ることは難しいものがある。

## その原型と発展
冒険的な遊び場の原初的な形態は、概して大人たちの立場からすれば、推奨しがたいものがある。つまり、廃材や建築資材置き場、廃品集積場所だったり、道のない藪や潅木の森だったりというもので、気をつけて、とか入っちゃダメともいいたくなるようなものである。しかし、未知の、また遊び方がお仕着せでなく、ありとあらゆる空想を逞しくして、自分たちが海賊や探検家となって、廃材を砦やフック船長の船に変えてしまう、そういう遊び方が、その原点である。
今日の冒険遊び場のさまざまなかたちの原型は、スウェーデンのストックホルムから始まり、ここでは1937年には9ヵ所、1960年には90ヵ所のこうした遊び場が設けられ、２人から３人のプレイリーダーが常駐して、子どもたちの活動を見守ってきた。1943年にデンマーク、コペンハーゲンのエムドラップで既に始まっていたエムドラップ・ガラクタ遊び場（da:Skrammellegeplads）である。この遊び場構想は、子供たちが建築資材や廃品置き場で遊んでいるのを目にした景観デザイナーで、公園設計家のカール・テオドール・ソーレンセン（C. Th. Sorenson）の思いつきである。この発想から建築遊び場（da:Byggelegepladser）というアイディアが生まれてきた都市の中のささやかな公園でも、古タイヤや多少の木材、板や大工道具などが用意されていれば、そこからさまざまな遊びの工夫やアイディアが生まれてくるだろうというものである。

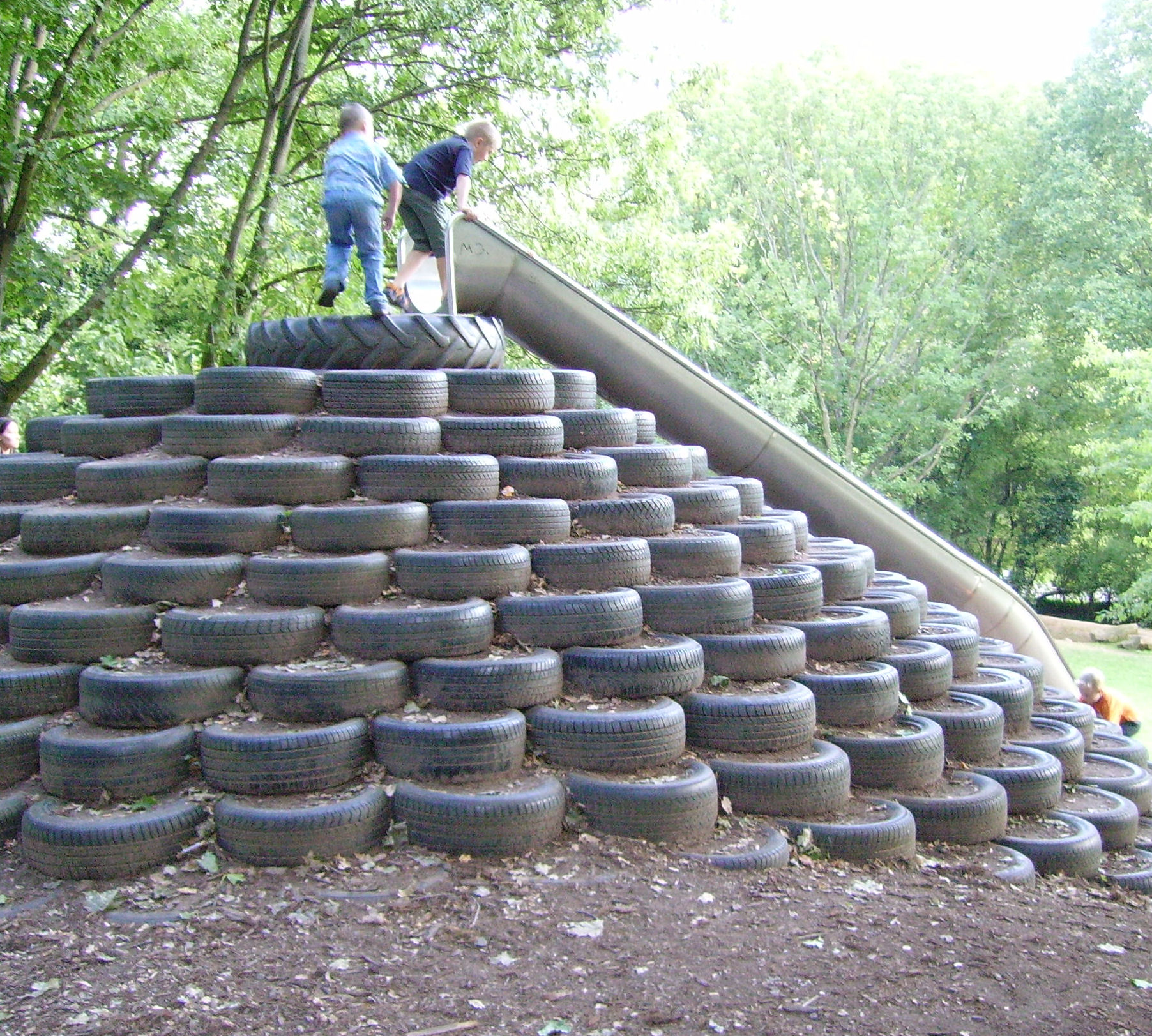
古タイヤの滑り台

更に、スイスでも既にあったものに、ロビンソン遊び場（Robinsonspielplätze）というものがある。児童文学の『スイスのロビンソン』（ヨハン・ダビット・ウィースの『スイスのロビンソン』上下 岩波文庫、アニメ「家族ロビンソン漂流記 ふしぎな島のフローネ」の原作）からヒントを得たもので、一種のロビンソン・クルーソーごっこである。これは、当然隠れ家を作ったり、焚き火や大工仕事などを含んでいて、冒険遊び場と容易に一体化して、遊び場のコンセプトを変えていった。
こうしたものを背景に、より洗練したかたちでは、身体的な運動に冒険やチャレンジの要素を取り込んで、フィールド・アスレチックとして、ロープを編んで作った吊り橋やよじ登るための網、地面に埋め込んだ高さのマチマチな杭や砦、筏遊びの出来るプールなど、自然の感触を再現したような遊具は、冒険遊び場を名乗らないような自然公園の中でも取り込まれるようになってきている。
こうした施設の多くは、メリーゴーランドや観覧車、ジェットコースターのある遊園地のような遊び場とは一線を画したもので、古タイヤや廃棄された材木のようなものがごく無造作に提供されたりもする。しかし、そういうものは、一般に子供が手や頭を使い熟練の度合いを磨いていったり、また仲間と役割を分担しながら遊ぶためには必要不可欠のものだったりもするのである。そのなかでもある種の冒険遊び場は、その設備施設の有り様によって、他と一風変わった教育的な意義を持っているものもある。

### 建設遊び
建設遊び場では、子供たちは用意された材木や金づち、大量の釘を使って、大工仕事をしながら遊び場を作っていくという楽しみを体験することが出来る。小屋を作ったり、東屋や橋を作ったり、それを絶えず改装、改築していく。こういうところでは、少なくとも1人のり専従の大人の管理人がいて、子供たちの仕事を見守ったり、また指導したりもする。こうした遊び場の多くでは、建築作業の他に、キャンプファイアーやパンを焼いたり、陶芸をしたりといったようなさまざまな活動も合わせて行われる。往々にしてこうした遊び場は、青少年宿泊訓練施設や農業体験牧場などでの体験とよく比較されるが、冒険遊び場は、都市の中でこういう経験をすることが出来るというのが特徴となっている。日本では、東京都世田谷区の羽根木プレーパークがこの手のものの最初のものとして知られている。国内では、ここで初めて、冒険遊び場という呼称が知られるようになった。

### 体験農場
さらにこれに付け加えられるのが、動物や野菜作りなどの農業体験の出来る子供牧場のようなものだろう。この種のものとしてドイツで有名なのが、ベルリン-クロイツベルクリンクのアダルベルト通りにある子供農場である。子供や青少年のための体験農場というアイディアは、スカンジナビアから入ってきたものである。こうした施設は、ドイツではますます増えていきつつある。
青少年農場は、子供や青少年のための保護監督付きの公共の余暇施設である。青少年農場では、子供たちは動物の世話をしたり、餌を与えたり、ねぐらを掃除したり、撫でたり、乗ったり、小屋を建てたたり、工作したり、絵を描いたり、作業し、売店で買い物を楽しんだり、サッカーをしたり、危ない体験をしたり、その他いろんなことができる。
国内では、こどもの国が広く知られた例で、商業的なものを含めれば、マザー牧場など、農業体験的な要素を含んだレジャー施設の多くもこれに参入できるだろう。自然体験、農業体験学習を含んだ農業公園も、子供に限定はされていないがやはりこうした遊び場のひとつと見てよいだろう。
また、愛知県の渥美どろんこ村や長野県のXYサタデースクールネットワークなどのように、学校の長期の休みや連休などに数日間、農場に宿泊して、野菜の収穫や田植えや稲刈り、動物の世話などを農業体験学習として経験させるような活動のも、冒険遊び場の精神をより教育的なかたちで引き継ぐものと考えてもよいだろう。同様の例は、全国各地に見られる。